# NGC 5746
NGC 5746 је спирална галаксија у сазвежђу Девица која се налази на NGC листи објеката дубоког неба.
Деклинација објекта је + 1° 57' 22" а ректасцензија 14h 44m 55,7s. Привидна величина (магнитуда) објекта NGC 5746 износи 10,5 а фотографска магнитуда 11,3. Налази се на удаљености од 30,416 милиона парсека од Сунца. NGC 5746 је још познат и под ознакама UGC 9499, MCG 0-38-5, CGCG 20-12, KCPG 434B, IRAS 14424+0209, PGC 52665.